# Димар Юлія Павлівна
Юлія Павлівна Димар (3 грудня 1994, Сєвєродонецьк, Луганська область) — українська волейболістка, догравальник. Гравець національної збірної. Чемпіонка Євроліги 2023 року. Майстер спорту України міжнародного класу (2023). Переможець Ліги чемпіонів Азії 2025.

## Із біографії
Була капітаном команд з Рівного і Житомира. Бронзова призерка чемпіонату України 2019 року. Переможниця Ліги чемпіонів Азії 2025 року в складі казахського клубу «Жетису» (разом з Денисовою і Шаргородською).
У складі національної збірної чемпіонка Золотої євроліги 2023 і 2025 років. Учасниця чемпіонату Європи, Кубка претендентів і відбіркового турніру на Олімпійські ігри в Парижі.

## Клуби
| Роки      | Команди                            |
| --------- | ---------------------------------- |
| 2012—2018 | «Регіна-МЕГУ-ОШВСМ» (Рівне)        |
| 2018—2019 | «Орбіта-ЗНУ-ЗОДЮСШ» (Запоріжжя)    |
| 2019—2021 | «Полісся-ШВСМ-ЖДУ» (Житомир)       |
| 2021—2022 | «Волинь-Університет-ОДЮСШ» (Луцьк) |
| 2022—2023 | «Стелла» (Кале)                    |
| 2023—2025 | «Куаниш» (Петропавль)              |
| 2025      | «Жетису» (Талдикорган)             |
| 2025—     | «Берел»                            |

## Досягнення
- Чемпіонка Золотої євроліги 2023 і 2025 років.
- Переможець кубка Казахстану 2024 року.
- Переможець Ліги чемпіонів Азії 2025 року.

## Статистика
В єврокубках:
| Сезон   | Клуб     | Турнір        | Ігри | Сети | Очки | Ср. | Примітки |
| ------- | -------- | ------------- | ---- | ---- | ---- | --- | -------- |
| 2018/19 | «Орбіта» | Кубок виклику | 1    | 2    | 0    | 0   |          |

У збірній:
| Рік    | Турнір                   | Ігри | Сети | Очки | Ср.  | Місце | Примітки |
| ------ | ------------------------ | ---- | ---- | ---- | ---- | ----- | -------- |
| 2023   | Золота євроліга          | 8    | 29   | 71   | 2,45 | 1     |          |
|        | Кубок претендентів       | 3    | 11   | 23   | 2,09 | 4     |          |
|        | Чемпіонат Європи         | 4    | 8    | 9    | 1,12 |       |          |
|        | Олімпійська кваліфікація | 7    | 23   | 41   | 1,78 |       |          |
| 2024   | Золота євроліга          | 6    | 22   | 48   | 2,18 | 5     |          |
| 2025   | Золота євроліга          | 8    | 26   | 88   | 3,38 | 1     |          |
| Всього | Всього                   | 36   | 119  | 280  | 2,35 |       |          |